# Хаппих, Гюнтер
Гюнтер Хаппих (нем. Günther Happich; 28 января 1952, Австрия — 16 октября 1995, Вена, Австрия) — австрийский футболист, полузащитник.
Прежде всего известен выступлениями за «Винер Шпорт-Клуб» и национальную сборную Австрии.

## Клубная карьера
Во взрослом футболе дебютировал в 1972 году выступлениями за команду клуба «Винер Шпорт-Клуб», в котором провел шесть сезонов, приняв участие как минимум в 98 матчах чемпионата.
В течение 1978—1980 годов защищал цвета команды клуба «Рапид» (Вена).
Своей игрой за последнюю команду вновь привлек внимание представителей тренерского штаба клуба «Винер Шпорт-Клуб», в состав которого вернулся в 1980 году. В этот раз играл за венскую команду следующие четыре сезона своей игровой карьеры.
Завершил профессиональную игровую карьеру в клубе «Фёрст Виенна», за команду которого выступал в течение 1984—1985 годов.
Умер 16 октября 1995 года на 44-м году жизни.

## Выступления за сборную
В 1978 году дебютировал в официальных матчах в составе национальной сборной Австрии. В течение карьеры в национальной команде, которая длилась всего 1 год, провел в форме главной команды страны 5 матчей.
В составе сборной был участником чемпионата мира 1978 года в Аргентине.